# Pępowina

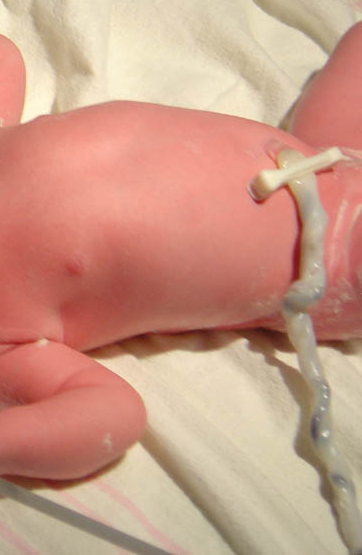
Noworodek z jeszcze nieodciętą pępowiną.

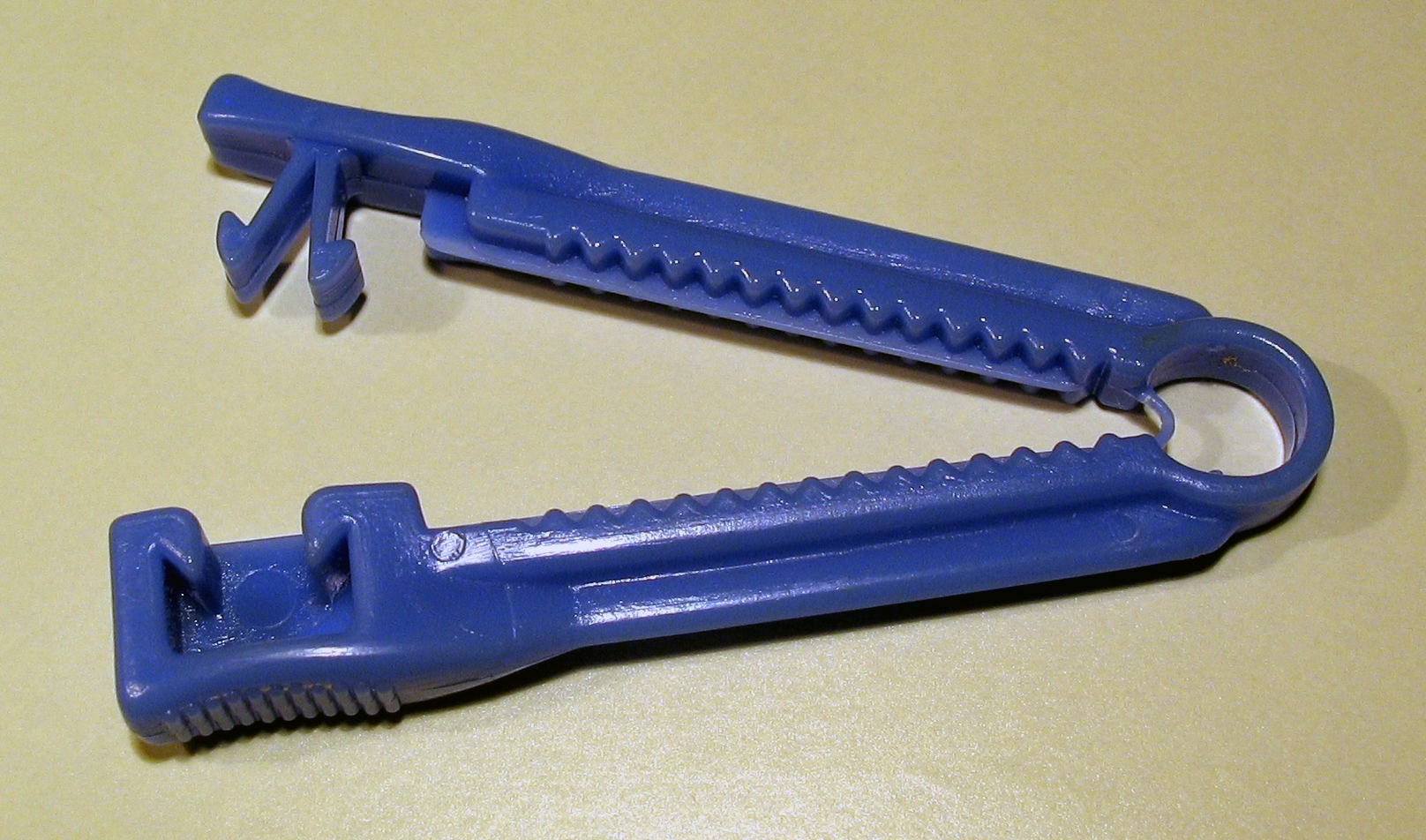
Zaciskacz do pępowiny

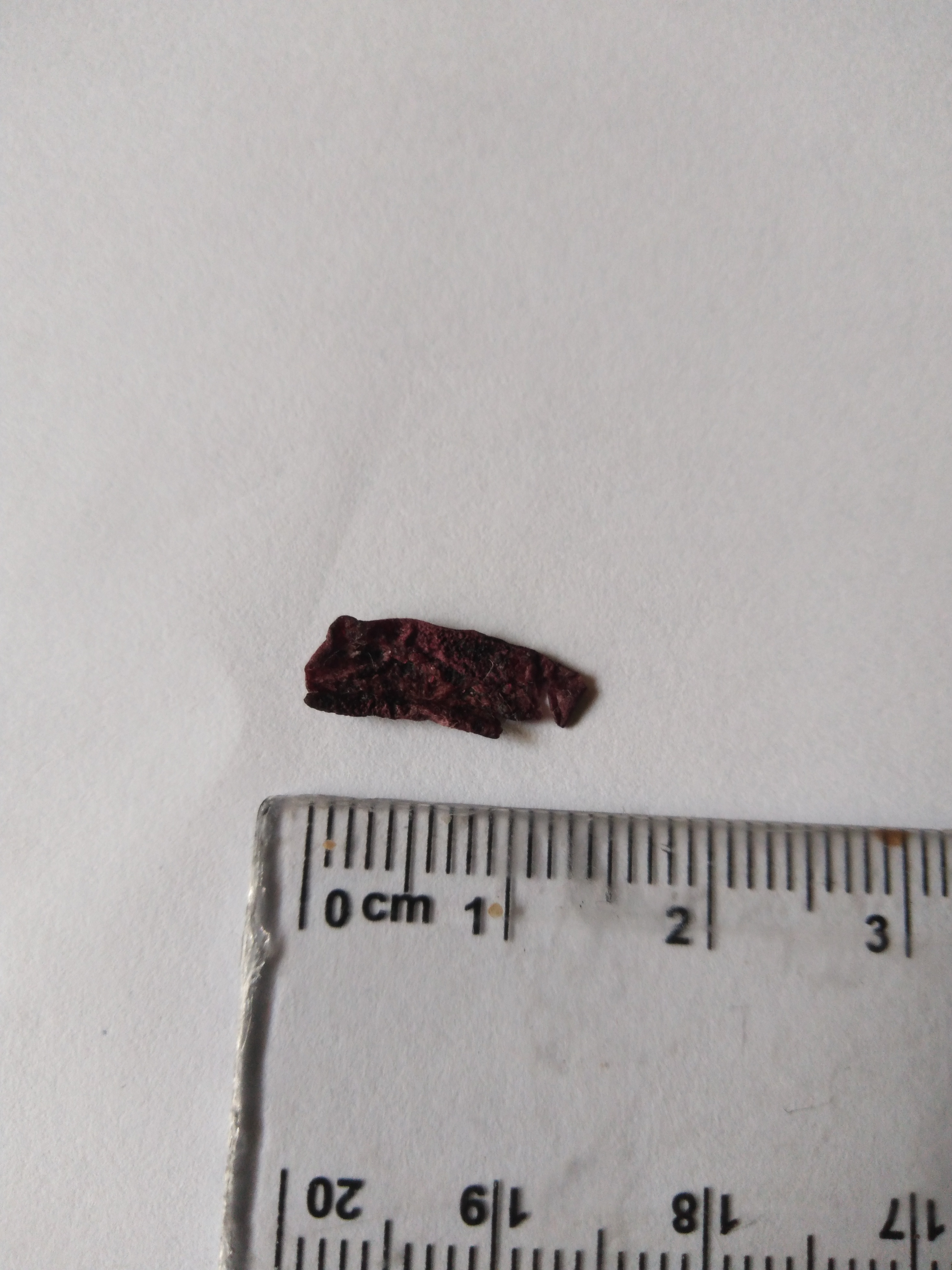
kikut pępowinowy

Pępowina – przewód łączący płód z łożyskiem występujący u ssaków łożyskowych. Znajdujące się w pępowinie naczynia krwionośne (dwie tętnice i żyła pępowinowa) zespalają krążenie zarodka z krążeniem błon śluzowych matki. W pępowinie znajduje się tak zwana galareta Whartona, która nadaje sprężystość i nie pozwala na zawiązanie się pępowiny na szyi bądź kończynie płodu.

## Pępowina człowieka
U człowieka jej długość wynosi ok. 50 cm; współcześnie po porodzie odcina się ją (zabieg ten nosi nazwę odpępnienia), a jej pozostałość tworzy pępek. Odpępnienie przeprowadza się natychmiast lub do kilku minut po porodzie. Część specjalistów uważa, że wczesny zabieg może spowodować chwilowe niedokrwienie mózgu i utrzymującą się hipowolemię i anemię, co w rezultacie może prowadzić do nieodwracalnych uszkodzeń szybko rozwijających się struktur mózgu. Nieodpowiednie zaopatrzenie w krew mózgu dziecka może również prowadzić do porażenia mózgowego i opóźnienia rozwoju umysłowego u dzieci. W szczególności opóźnione przecięcie pępowiny korzystne jest u wcześniaków.
Krew pępowinowa jest jedynym źródłem komórek macierzystych niewymagającym używania metod inwazyjnych u dawcy. Do niedawna łożysko i pępowina, a wraz z nimi komórki macierzyste musiały być wykorzystywane tuż po porodzie. Obecnie krew pępowinowa może być przechowywana przez kilkadziesiąt lat i dostępna, gdy zajdzie potrzeba leczenia.